# Hitman: Enemy Within
Hitman: Enemy Within (titre traduit en français par : Hitman: Ennemi Intérieur) est le premier roman anglais de la série Hitman. Il a été écrit par William C. Dietz et paru le 28 août 2007 par Del Rey Books. L'intrigue du roman se situe entre Hitman 2: Silent Assassin et Hitman: Blood Money et tourne autour d'une organisation de tueurs à gages, connu sous le nom de Puissance Treize, tentant de détruire l'employeur de l'Agent 47, l'International Contract Agency (ICA). Le slogan traduit du livre est : « Le clone assassin a été joué assez longtemps, maintenant c'est plus qu'un jeu ». Bien que le roman n'ait jamais encore été traduit en français jusqu'à aujourd'hui, celui-ci est disponible en France dans certains points de vente et dans sa langue d'origine, l'anglais.

## Nouveaux faits concernant l'univers d'Hitman
- 47 s'habille parfois avec des vêtements banals, mais aussi des déguisements plus élaborés.
- De nouveaux faits concernant le passé dans l'asile de 47 sont donnés, comme sa première victime tuée à l'âge de douze ans.
- Un grand nombre d'informations à propos de l'Agence sont données, comme les noms et les positions de leurs membres. Au moins deux des propriétés de l'Agence (une île et un yacht) sont dévoilées. Le nom d'un autre des mercenaires de l'Agence, l'agent Orbov, est également mentionné.
- Avant la franchise, l'Agence a combattu un autre rival : Puissance Treize.
- 47 rencontre son vieil ami et mentor, le père Vittorio, qu'il n'a pas vu depuis les événements de Hitman 2: Silent Assassin.

## Personnages
- L'Agent 47 - Le protagoniste de la série Hitman ; un clone assassin génétiquement modifié qui utilise divers déguisements lors de ses missions.
- Diana - Contact personnelle de l'agent 47 au sein de l'Agence.
- Cassandra Murphy alias Marla - Une jeune assassin travaillant pour Puissance Treize.
- Mr. Nu - Décrit comme le « gestionnaire » de l'Agence. Il pense identifier un traître au sein de celle-ci et se réunit avec 47 au sujet de ses missions relatives à cet objectif.
- Aristotle Thorakis - Un magnat du transport maritime grec et un membre du conseil de l'Agence.
- Pierre Douay - Un Français affilié à Puissance Treize qui influencera Thorakis tout au long du roman.
- Ali bin Ahmed bin Saleh Al-Fulani - Un riche homme d'affaires marocain et pédophile qui hébergera des étrangers dans de somptueuses parties et est également un membre clé de Puissance Treize.

## Éditions
- (en) William C. Dietz, Hitman : Enemy Within, New York, Del Rey Books, 2007, 307 p. (ISBN 978-0-345-47132-1, OCLC 149573908), p. 307